# Joseph Boissin
Pour les articles homonymes, voir Boissin.
Joseph René Casimir Boissin, né le 15 janvier 1869 à Saint-Alban-sous-Sampzon (Ardèche) où il est mort le 19 avril 1947, est un homme politique français.

## Biographie
Onzième enfant d'une famille de la moyenne bourgeoise locale, Joseph Boissin devient docteur en médecine à Joyeuse en 1895. Rapidement intéressé par les affaires publiques, Boissin se présente aux élections cantonales de 1908. Élu, il devient conseiller général du canton de Joyeuse, fonction qu'il remplira jusqu'à sa mort. 
Mobilisé en 1914, il se distingue lors de la bataille de Verdun où il est grièvement blessé.
En 1930, il décide de se présenter à une élection législative partielle dans la circonscription de Largentière visant à remplacer Jules Duclaux-Monteil, devenu sénateur. Ayant acquis une solide notoriété en tant que conseiller général (poste qu'il occupe alors depuis 22 ans), Boissin est facilement élu . 
En mai 1932, il se représente dans la circonscription de Largentière. Faisant face à trois candidats de gauche, Boissin, candidat de la Fédération républicaine (droite), est élu dès le premier tour de scrutin .
En 1936, ne souhaitant plus jouer de rôle au niveau national, il décide de ne pas se représenter aux élections législatives. Retiré dans sa commune natale de Saint-Alban-sous-Sampzon, il ne conserve plus que son mandat de conseiller général du canton de Joyeuse.

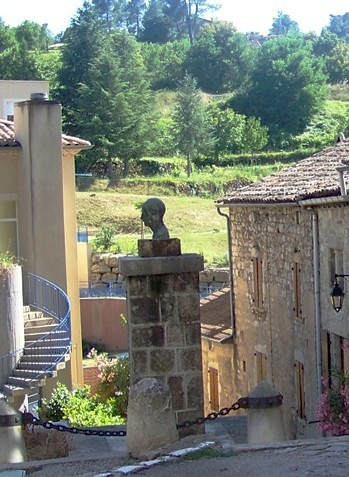
Monument de Joseph Boissin à Joyeuse.
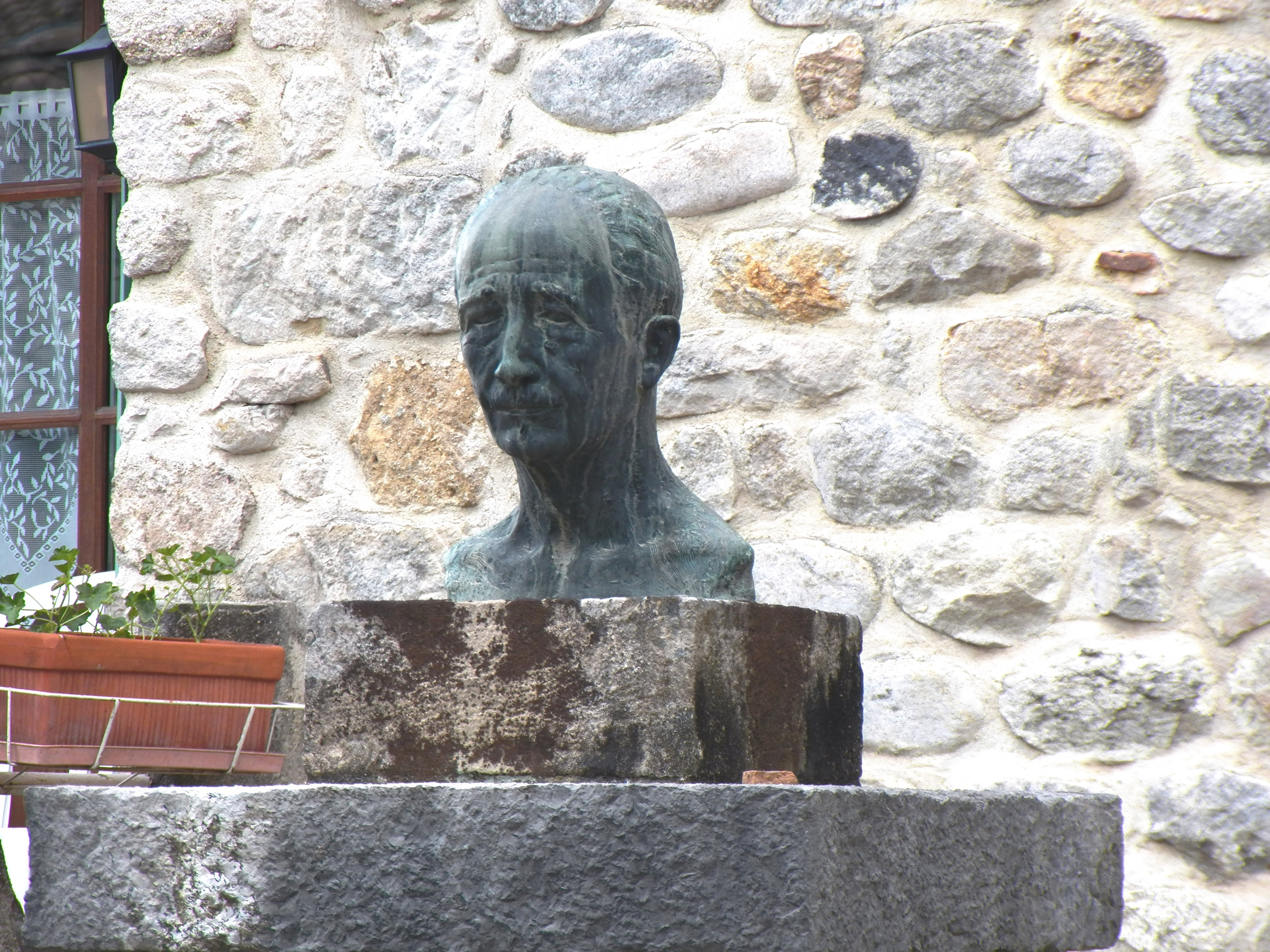
Sa tête sculptée sur ce monument.

## Sources
- « Joseph Boissin », dans le Dictionnaire des parlementaires français (1889-1940), sous la direction de Jean Jolly, PUF, 1960 [détail de l’édition]